# Математика в Древнем Китае

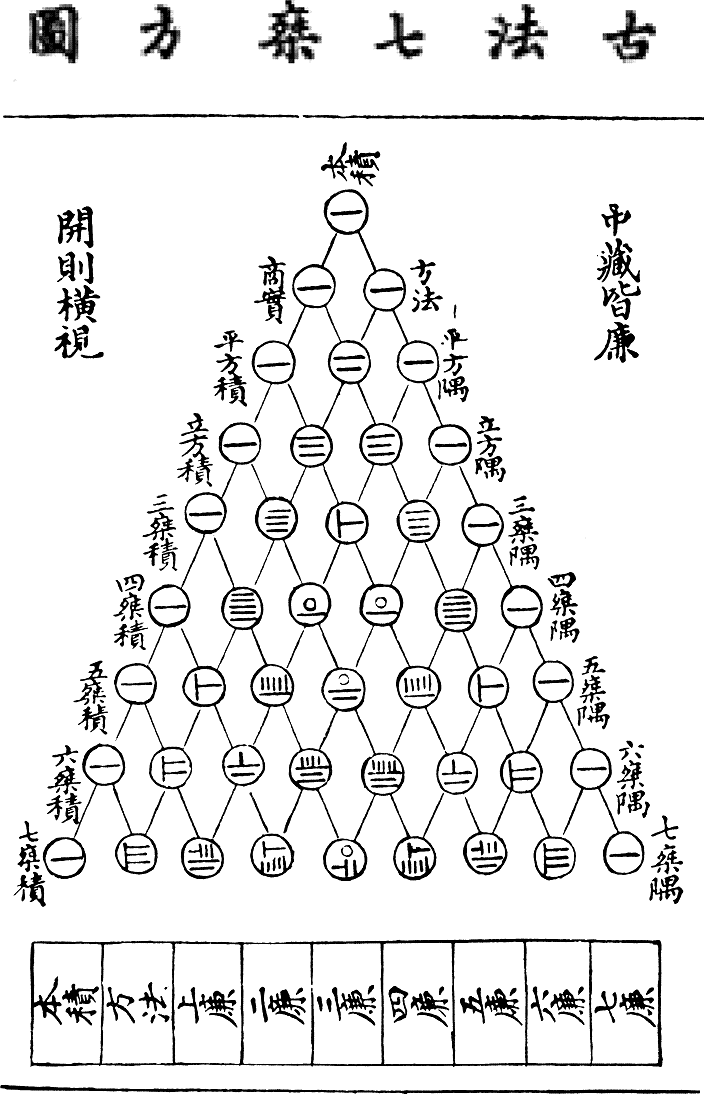
Треугольник Ян Хуэй (Треугольник Паскаля) с использованием цифр стержня, как показано в публикации Чжу Шицзе в 1303 году н. э.

Данная статья — часть обзора История математики.

## История

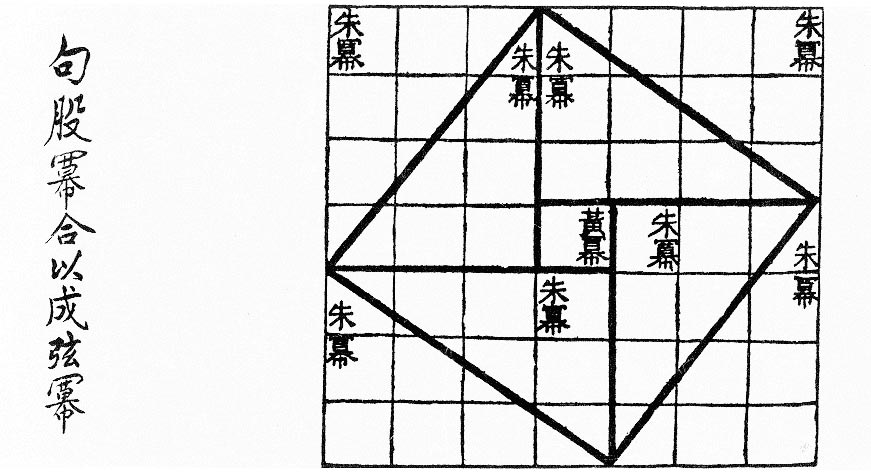
Китайская версия пифагоровой тройки:
3 × 4 × 5

Первые дошедшие до нас китайские письменные памятники относятся к эпохе Шан (XVIII—XII вв. до н. э.). И уже на гадальных костях XIV века до н. э., найденных в Хэнани, сохранились обозначения цифр.
Развитие науки продолжилось после того, как в XI веке до н. э. династию Шан сменила династия Чжоу. В эти годы возникают китайская математика и астрономия. Появились первые точные календари и учебники математики. «Истребление книг» императором Цинь Ши Хуаном (Ши Хуанди) не позволило ранним книгам дойти до нас, однако они, скорее всего, легли в основу последующих трудов.

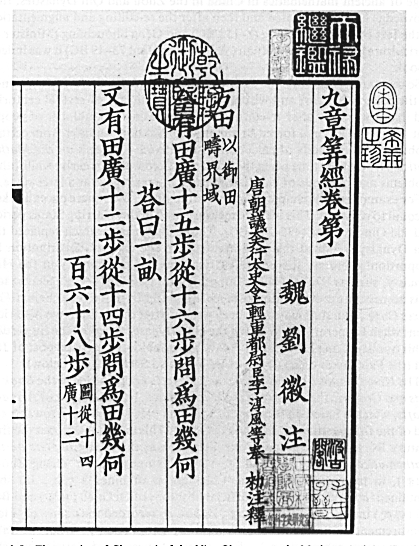
Математика в девяти книгах (начало)

С воцарением династии Хань (208 г. до н. э. — 220 г. н. э.) древние знания стали восстанавливать и развивать. Во II веке до н. э. опубликованы наиболее древние из дошедших до нас сочинений — математико-астрономический «Трактат об измерительном шесте» и фундаментальный труд «Математика в девяти книгах» (Цзю чжан суань шу 《九章算术》). Толкование этого трактата было облегчено благодаря открытию текста «Суань шу шу» 筭數書 в 1983-84 годах (Чжанцзяшань, провинция Хубэй), относящегося примерно к этому же периоду.
«Математика в девяти книгах» — наиболее содержательное математическое сочинение древнего Китая. Это слабо согласованная компиляция более старых трудов разных авторов. Книга была окончательно отредактирована финансовым чиновником Чжан Цаном (умер в 150 году до н. э.) и предназначена для землемеров, инженеров, чиновников и торговцев. В ней собраны 246 задач, изложенных в традиционном восточном духе, то есть рецептурно: формулируется задача, сообщается готовый ответ и (очень кратко и не всегда) указывается способ решения.

## Нумерация
Цифры обозначались специальными иероглифами, которые появились во II тысячелетии до н. э., и начертание их окончательно установилось к III в. до н. э. Эти иероглифы применяются и в настоящее время. Китайский способ записи чисел изначально был мультипликативным. Например, запись числа 1946, используя вместо иероглифов римские цифры, можно условно представить как 1М9С4Х6. Однако на практике расчёты выполнялись на счётной доске суаньпань, где запись чисел была иной — позиционной, как в Индии, и, в отличие от вавилонян, десятичной.

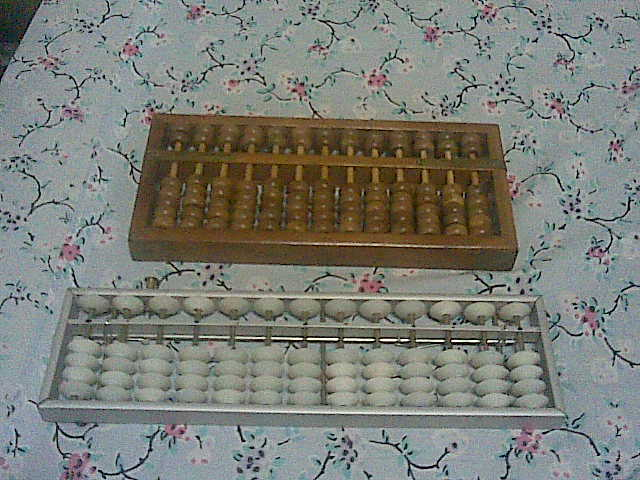
Китайские (вверху) и японские счёты

Китайская счётная доска по своей конструкции аналогична русским счётам. Нуль сначала обозначался пустым местом, специальный иероглиф появился около XII века н. э. Для запоминания таблицы умножения существовала специальная песня, которую ученики заучивали наизусть.

## Основные достижения

Приближение дробями числа

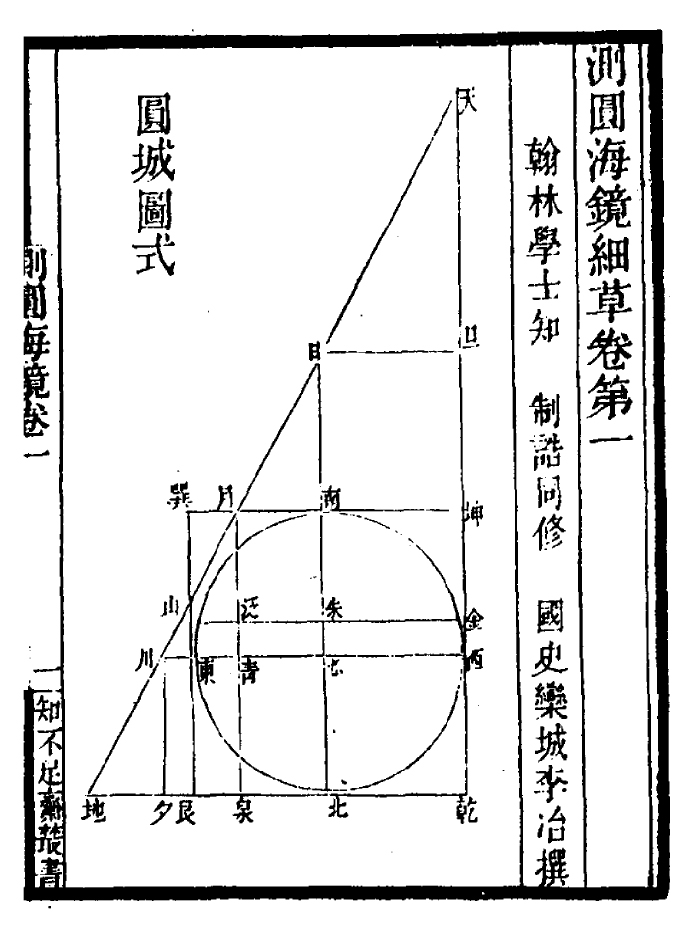
Вписанный круг Ли Е в треугольник: Схема круглого города

Магический круг Ян Хуэй

Престиж математики в Китае был высок. Каждый чиновник, чтобы получить назначение на пост, сдавал, помимо прочих, и экзамен по математике, где обязан был показать умение решать задачи из классических сборников.
В I—V вв. н. э. китайцы уточняют число {\displaystyle \pi } — сначала как {\displaystyle {\sqrt {10}}}, потом как 142/45 = 3,155…, а позже (V век) как 3,1415926, причём открывают для него известное рациональное приближение: 355/113.
В это время китайцам уже было известно многое, в том числе:
- вся базовая арифметика (включая нахождение наибольшего общего делителя и наименьшего общего кратного);
- действия с дробями и пропорции;
- действия с отрицательными числами (фу), которые трактовали как долги;
- решение квадратных уравнений.

Был даже разработан метод фан-чэн (方程) для решения систем произвольного числа линейных уравнений — аналог классического европейского метода Гаусса. Численно решались уравнения любой степени — способом тянь-юань (天元术), напоминающим метод Руффини-Горнера для нахождения корней многочлена.
В области геометрии им были известны точные формулы для определения площади и объёма основных фигур и тел, теорема Пифагора и алгоритм подбора пифагоровых троек.
В III веке н. э., под давлением традиционной десятичной системы мер, появляются и десятичные дроби. Выходит «Математический трактат» Сунь-Цзы. В нём, помимо прочего, впервые появляется задача, которой позднее в Европе занимались крупнейшие математики, от Фибоначчи до Эйлера и Гаусса: найти число, которое при делении на 3, 5 и 7 даёт соответственно остатки 2, 3 и 2. Задачи такого типа нередки в теории календаря.
Другие темы исследования китайских математиков: алгоритмы интерполирования, суммирование рядов, триангуляция.